# Folke Rabe
Folke Rabe (* 28. Oktober 1935 in Stockholm; † 25. September 2017 ebendort) war ein schwedischer Komponist, Jazzposaunist, Musikproduzent und Rundfunkredakteur.

## Leben
Rabe studierte von 1957 bis 1964 an der Königlichen Musikhochschule Stockholm bei Valdemar Söderholm, Bo Wallner, Karl-Birger Blomdahl, Ingvar Lidholm, György Ligeti und Witold Lutosławski. Von 1968 bis 1980 war er Mitarbeiter der Stiftung Rikskonserter, die sich der Organisation von Konzerten und Konzerttourneen in Schweden widmete, von 1976 bis 1980 als deren Programmdirektor. Von 1980 bis 2000 arbeitete er bei Sveriges Radio als Produzent, Redaktionsleiter und Programmdirektor. Seitdem war er freischaffender Komponist.
In den 1950er-Jahren spielte Rabe Posaune in Dixieland- und Swingbands, später in Bigbands unter Leitung von Lulle Ellboj, Harry Arnold und Arne Domnérus. In den 1960er Jahren wurde er als Komponist avantgardistischer Stücke wie Pièce für sprechenden Chor, Bolos für vier Posaunen (mit Jan Bark) und Rondes für Chor bekannt. Auf dem Gebiet der Chormusik experimentierte er mit Improvisationstechniken, graphischer Notation und Obertongesang. Seit den 1980er Jahren komponierte Rabe verstärkt Werke für Blasinstrumente wie Basta für Posaune solo, Tintomara für Trompete und Posaune, das Bläserquintett Escalations und Jawbone Five für Posaune und Perkussionsensemble. Kleinere Stücke komponierte er für den Posaunisten Christian Lindberg und den Trompeter Håkan Hardenberger. Zwischen 1983 und 1997 war Rabe Mitglied des multimedialen Künstlerensembles Nya Kulturkvartetten.

## Werke
- Suite for two clarinets, 1957
- 7 Variations for piano, 1957–60
- 7 poems by Nils Ferlin für gemischten Chor, 1958
- Divertimento for solo clarinet, 1958
- Havets hand 1 and 2 für Stimme und Klavier (Text: Elmer Diktonius), 1958
- Notturno für Mezzosopran, Flöte, Oboe und Klarinette (Text: Edith Södergran), 1959
- Pièce für sprechenden Chor (mit Lasse O’Månsson), 1961
- Bolos für vier Posaunen (mit Jan Bark), 1962
- Impromptu  für Klarinette, Posaune, Cello, Klavier und Perkussion, 1962
- Souvenirs für Hammondorgel, Rhythmusgruppe und Sprecher, 1963
- Mannen som övergav bilar/The man who abandoned cars, Film (mit Ken Dewey), 1963–66
- Pajazzo für acht Jazzmusiker, 1964
- Rondes für Männer- oder gemischten Chor, 1964
- Två sånger till Rune Lindström på Svenska Flaggans Dag für Stimme und Klavier, 1964–65
- ARGH!, elektroakustische Musik, 1965
- OD für Männerchor, 1965
- Hep-Hep für Sinfonieorchester, 1966
- Polonaise für vier Posaunen, Licht und Bewegung (mit Jan Bark), 1966
- Va?? Was?? What??, elektroakustische Musik, 1967
- Joe's Harp für gemischten Chor, 1970
- På månen blåser ingen hambo/No Hambones on the Moon, Film mit dem Nya Kulturkvartetten, 1971
- Pank/Broke Film mit Posaune und Keyboards (mit Olle Eriksson), 1980
- Två Strofer/Two Stanzas für gemischten Chor, (Text: Göran Sonnevi), 1980
- Altiplano für Blasorchester, 1982
- Basta für Posaune solo, 1982
- To the barbender, elektroakustische Musik, 1982
- Narrskeppet/Ship of Fools, intermediale Performance mit dem Nya Kulturkvartetten, 1983
- to love für gemischten Chor (Text: E. E. Cummings), 1984
- With love für Klavier solo, 1984
- Shazam für Trompete solo, 1984
- Cyclone, elektroakustische Musik, 1985
- Älskade lilla gris/Beloved little pig für Erzähler, elektroakustische Musik und Diaprojektonen (Text: Ulf Nilsson), 1986
- Världsmuséet/World Museum, intermediale Performance mit dem Nya Kulturkvartetten, 1987
- Escalations für Bläserquintett, 1988
- All the lonely people..., Konzert für Posaune und Kammerorchester, 1990
- Narragonien/Narragonia, intermediale Performance mit dem Nya Kulturkvartetten, 1990
- Naturen, Flocken o Släkten/Nature, Herd and Relatives, Konzert für Horn und Streichorchester, 1991
- Tintomara für Trompete und Posaune, 1992
- Sardine Sarcophagus, Konzert für Trompete und Sinfonietta, 1995
- Jawbone Five für Posaune und Perkussion, 1996
- Så att denna sång inte dör/So That this Song Will Not Die für Sinfonieorchester, 1998
- Sebastian für Orgel, 2001
- L'Assiuolo caprese, Konzert für Bläserquintett und Orchester, 2002
- Hövisk pålslagarmadrigal för OD, 150 / Courteous piledrivers' madrigal for O.D. für Männerchor, 2003
- A Chaser für Flöte, Violine, Cello und Klavier, 2004
- ISNOT, musikdramatisches Werk für Radio (Text: Björner Torsson), 2004–05
- Swinee River, elektroakustische Musik, 2005
- SJU 7 - Lättjan/SEVEN 7 - The Laziness für Tenor, gemischten Chor, drei Perkussionisten und Streichquartett (Text: Carl Jonas Love Almqvist), 2005